# Shizong, Qujing
Shizong, tidigare stavat Shihtsung, är ett härad som lyder under Qujings stad på prefekturnivå i Yunnan-provinsen i sydvästra Kina.